# Viimne reliikvia
Viimne reliikvia (da.: Det sidste relikvie) er en estisk-sovjetisk historisk dramafilm fra 1969 instrueret af Grigorij Kromanov. Filmen er en af de mest populære estiske film nogensinde, og filmen er blevet kaldt "den eneste estiske kultfilm".
Filmens manuskript er skrevet af Arvo Valton og Estlands senere præsident Lennart Meri og er løst baseret på en roman skrevet af Eduard Bornhöhe (en).
En russisksproget 89 minutter lang udgave af filmen blev produceret på Mosfilm og distribueret i Sovjetunionen under den russiske titel Poslednjaja relikvija.

## Handling
I 1500-tallets Livland arver den unge ridder Risbiter et hellig relikvie fra sin far. Klosterets abbed og munke ønsker at få fingrene i det, og Risbiter hævder at have haft en åbenbaring, hvor Sankt Birgitta beder ham donere relikviet – men først efter han har giftet sig med den smukke Agnes, abbedissens niece. Under forlovelsesforberedelserne møder de Gabriel, en fri mand, som straks forelsker sig i Agnes. Under ceremonien angribes borgen af oprørere, og Gabriel redder Agnes og fører hende til Tallinn. Undervejs bliver de angrebet af røvere ledet af Ivo Schenkenberg. Gabriel bliver såret, Agnes bortført, men hun undslipper og vender tilbage til klosteret.
Gabriel, hjulpet af vennen Siim og nonnen Ursula, forsøger at finde Agnes. Han bliver dog narret af den intrigante Broder Johannes og må igen reddes af Ursula. Risbiter myrdes og relikviet stjæles og ender i hænderne på klosteret. Agnes bliver tortureret for at tvinge hende til at aflægge klosterløftet, men Gabriel når frem i tide, dræber Ivo og afbryder den tvungne ceremoni før løftet kan gives. Sammen med Siim og Ursula leder han et bondeoprør, der brænder klosteret ned. De fire flygter og efterlader abbedissens magt i ruiner.

## Medvirkende i udvalg
- Aleksandr Goloborodko som Gabriel (estisk stemme: Mati Klooren)
- Ingrida Andrinja som Agnes (estisk stemme: Mare Garšnek)
- Elza Radziņa som abbedisse (estisk stemme: Aino Talvi)
- Rolan Bykov som Broder Iogannes (estisk stemme: Jüri Järvet)
- Eve Kivi som Ursula

## Modtagelse og eftermæle
Filmen blev ved udgivelsen meget populær. I Estland solgte filmen i det første år 772.000 billetter - landets befolkning på daværende tidspunkt var ca. 1,3 millioner indbyggere. Filmen blev i 1971 den bedst sælgende film i hele Sovjetunionen med 44,9 millioner solgte billetter. Filmen blev tillige distribueret i udlandet.
Filmen blev i 2000 udpeget som en væsentlig del af den estiske kulturarv og blev som den første estiske film digitalt restaureret. Den restaurerede udgave blev genudgivet i 2002, hvor den igen blev en publikumsucces. En udgave af filmen blev udgivet på DVD i 2007.
Filmen, og flere af dens sange, er ofte parodieret, og flere citater fra filmen er ofte benytter i populærkulturen.